# Mr. Scruff
Mr. Scruff, właśc. Andy Carthy (ur. 10 lutego 1972 roku w Macclesfield) – brytyjski DJ i muzyk, nagrywający płyty dla wytwórni Ninja Tune. Do 1994 znany był jako DJing. 
Przez większość swojej kariery związany z wytwórnią płytową Ninja Tune. Przywiązanie artysty do wytwórnia jest widoczne w jego twórczości, chociażby przez nazwę albumu Ninja Tuna. Znamienną cechą jego utworów są liczne udziały gościnne innych artystów spod szyldu Ninja Tune, m.in.: Rootsa Manuva'y, zespołu Quantic, Alice Russell. Utwór Kalimba pojawił się w systemie Windows 7 jako przykładowa muzyka.

## Dyskografia

### Albumy studyjne
- Mr.Scruff (1997)
- Keep It Unreal (1999)
- Trouser Jazz (2002)
- Mrs. Cruff (2005)
- Ninja Tuna (2008)
- Bonus Bait (2009)
- Friendly Bacteria (2014)

### Remix albumy
- Keep It Solid Steel Volume 1 (2004)
- Southport Weekender Volume 7  (2008)
- Mr. Scruff Feat. Alice Russell (2008)

### Kompilacje
- Heavyweight Rib Ticklers (2002)
- Big Chill Classics (2006)